# مهرين بيرزادا
مهرين بيرزادا (بالهندية: मेहरीन पीरज़ादा) (مواليد 5 نوفمبر 1995) هي ممثلة وعارضة أزياء هندية تظهر في الغالب في أفلام التيلجو والتاميلية والهندية والبنجابية. ظهرت بيرزادا لأول مرة في فيلم كريشنا ڨادي فيرا بريما Gaadha. ولقد ظهرت لأول مرة بالسينما الهندية معفيلوري وأول ظهور لها بالسينما التاميلية مع ننجيل في عام 2017.
ظهرت بيرزادا في أفلام التيلجو الناجحة بما في ذلك "ماهانوبهافودو" و"رجا العظيم" و"F2: المرح والإحباط". ثم ظهرت لأول مرة في فيلمها البنجابي مع ديف في عام 2019.

## وصلات خارجية
- مهرين بيرزادا على موقع IMDb (الإنجليزية)
- مهرين بيرزادا على موقع قاعدة بيانات الفيلم (الإنجليزية)